# Heinrich von Reitzenstein
Heinrich Hans Wilhelm Freiherr von Reitzenstein (* 2. Oktober 1796 in Treptow an der Rega; † 6. November 1865 in Potsdam) war ein preußischer General der Infanterie.

## Leben

### Herkunft
Heinrich entstammte der Linie Unter-Schwarzenstein der uradeligen fränkischen Familie Reitzenstein. Sein Vater war der preußische Generalmajor Heinrich August Friedrich von Reitzenstein, seine Mutter Dorothee eine geborene von Heyden-Linden (1771–1823). Der spätere preußische Generalmajor Karl von Reitzenstein war sein älterer Bruder.

### Militärkarriere
Reitzenstein besuchte zunächst das Kadettenhaus in Berlin und wurde Ende Januar 1813 als Sekondeleutnant dem 1. Westpreußischen Infanterie-Regiment der Preußischen Armee überwiesen. Er nahm 1813/14 an den Befreiungskriegen teil, wurde für sein Verhalten in der Schlacht bei Laon mit dem Eisernen Kreuz II. Klasse ausgezeichnet und avancierte nach dem Friedensschluss Mitte Dezember 1816 zum Premierleutnant. Ab März 1817 war Reitzenstein beim Generalstab des Generalkommandos in Preußen kommandiert, stieg Ende März 1821 zum Kapitän auf und kam am 22. September 1821 in den Generalstab der 11. Division in Breslau. Daran schloss sich vom 18. Juni 1825 bis zum 3. April 1832 eine Verwendung im Generalstab des VI. Armee-Korps an. Nach seiner Beförderung zum Major wurde er anschließend in den Großen Generalstab versetzt. Hier fungierte er ab Ende Februar 1840 als Chef eines Kriegstheaters und wurde am 12. April 1842 als Oberstleutnant zum Chef des Generalstabes des VI. Armee-Korps ernannt. In dieser Stellung avancierte er am 30. März 1844 zum Oberst. Daran schloss sich ab dem 26. Juni 1849 eine Verwendung als Kommandeur der in Breslau stationierten 11. Infanterie-Brigade an. Anfang April 1850 folgte seine Beförderung zum Generalmajor. Zum 29. April 1852 wurde sein Großverband in 22. Infanterie-Brigade umbenannt. Im gleichen Jahr wurde Reitzenstein als Ehrenritter in den Johanniterorden aufgenommen. Kurzzeitig war er vom 6. April bis zum 4. Mai 1854 Kommandeur der 12. Division. Anschließend wurde Reitzenstein zum Bevollmächtigten bei der Bundesmilitärkommission und Oberbefehlshaber der Bundestruppen in Frankfurt am Main ernannt. Als solcher stieg er am 13. Juli 1854 zum Generalleutnant auf und wurde am 8. Februar 1858 durch König Friedrich Wilhelm IV. mit dem Roten Adlerorden I. Klasse mit Eichenlaub ausgezeichnet. Nachdem man Reitzenstein am 27. Februar 1858 von seiner Stellung als Bevollmächtigter entbunden hatte, wurde er am 3. Juni 1858 zum Vizegouverneur der Bundesfestung Mainz ernannt. Im Sommer war er zur Besichtigung der Großherzoglich Hessischen Truppen kommandiert und Großherzog Ludwig III. zeichnete ihn im Oktober mit dem Großkreuz des Philippsordens aus. Am 13. Oktober 1859 wurde Reitzenstein zu den Offizieren von der Armee versetzt, Mitte Dezember mit dem Großkreuz des Leopold-Ordens ausgezeichnet und schließlich am 1. Juli 1860 als General der Infanterie mit der gesetzlichen Pension zur Disposition gestellt.

### Familie
Reitzenstein heiratete am 24. Mai 1822 in Posen Johanna von Baumann (1802–1855), die Tochter des Oberpräsidenten Theodor von Baumann. Das Paar hatte mehrere Kinder:
- Ida Johanna Charlotte Caroline Henriette (* 1823)
- Clara (1824–1896) ⚭ 1854 Georg Otto von Wulffen (1813–1889), preußischer General der Infanterie
- Maria Bertha Johanna Anna (* 1826)
- Friedrich (1828–1891) ⚭ 1860 Emma Bieleck (* 1839)